# Nistertal
Nistertal település Németországban, Rajna-vidék-Pfalz tartományban. Lakosainak száma 1181 fő (2023. december 31.).

## Népesség
A település népességének változása:
| Lakosok száma | 1204 | 1248 | 1222 | 1216 | 1177 | 1200 | 1181 |
|               | 1975 | 2014 | 2017 | 2019 | 2021 | 2022 | 2023 |